# 케슘섬
케슘섬(페르시아어: قشم kē´shm)은 호르무즈 해협에 있는 이란령의 섬으로 본토와 매우 가깝다.

## 역사
이슬람 도래 이전의 기록에도 등장하는 오랜 역사를 가진 섬이다. 영국의 탐험가 윌리엄 배핀은 1622년 이곳에서 벌어진 포르투갈과의 해전에서 전사했다. 엘람은 섬 이름을 Qeshm, Keshm 등으로 표기한 것 이외에도 키시섬과 퉁부 제도 등과도 혼동하고 있었다. 그리스의 클라우디오스 프톨레마이오스는 섬을 알렉산드리아라든지 아라시아라고 불렀고, 로마 제국의 교황 암미아누스 마르켈리누스도 알렉산드리아라고 불렀다. 페르시아만의 관문이라는 지정학적으로 중요한 위치에서 엘람과 우마이야 왕조, 압바스 왕조, 심지어 포르투갈이나 영국 세력으로부터 자주 공격을 받았다. 그 참상은 아직 알려진 바가없다. 사산 제국에 지배를 받게 되었을 때는 이 섬을 아바르카완이라고 불렀다. 각종 사료에 따르면, 케슘섬은 무역과 해운의 중심지로 알려져 있었고, 특히 디아라메 시대와 부와이 왕조 시대에는 중국, 인도, 아프리카의 배가 왕래했다.

## 지리
케슘섬이란 남쪽의 페르시아만에 위치한 반다르아바스와 반다르카밀 등 본토의 항구 도시와 몇 킬로미터의 거리를 떨어져 마주보고 있다. 전체 길이는 135km로, 300km2가 무관세 지역으로 지정되어 있다. 호르무즈 해협의 지정학적 요지에 위치해 있으며, 60km 남쪽으로는 오만의 호사부 항구, 180km 남쪽으로는 아랍에미리트의 라시드 항구가 있다. 폭은 가장 넓은 중앙 부근에서 40km이지만, 가장 좁은 곳에서 9.4km 밖에 되지 않는다. 총 면적은 1,491km2이고, 제주도와 비슷한 크기이며, 바레인의 2.5배 크기에 달한다. 섬의 동쪽에 세워진 케슘시와 본토에 있는 반다르아바스는 22km 떨어져 있지만, 섬과 본토 사이의 가장 좁은 곳은 2km밖에 되지 않는다.
연평균 기온은 27 °C에서 6월부터 8월까지가 가장 덥고 10월부터 1월까지가 가장 춥다. 연평균 강수량은 183.2mm에 달한다.
섬에는 59개의 마을이 있고, 10만명이 살고 있다. 제도는 어업, 다우 선박 건조, 상업, 서비스업으로 생계를 유지하고 있다. 또한 행정, 이주 노동자, 학생 등 3 명이 유입되어 있다.
탐험가 윌리엄 배핀은 1622년에 이 섬에서 포르투갈군과 싸우고 치명상을 입었다.
이란 본토와 섬을 잇는 교량을 건설하는 계획이 부상하고 있다.